# Gerold Miller

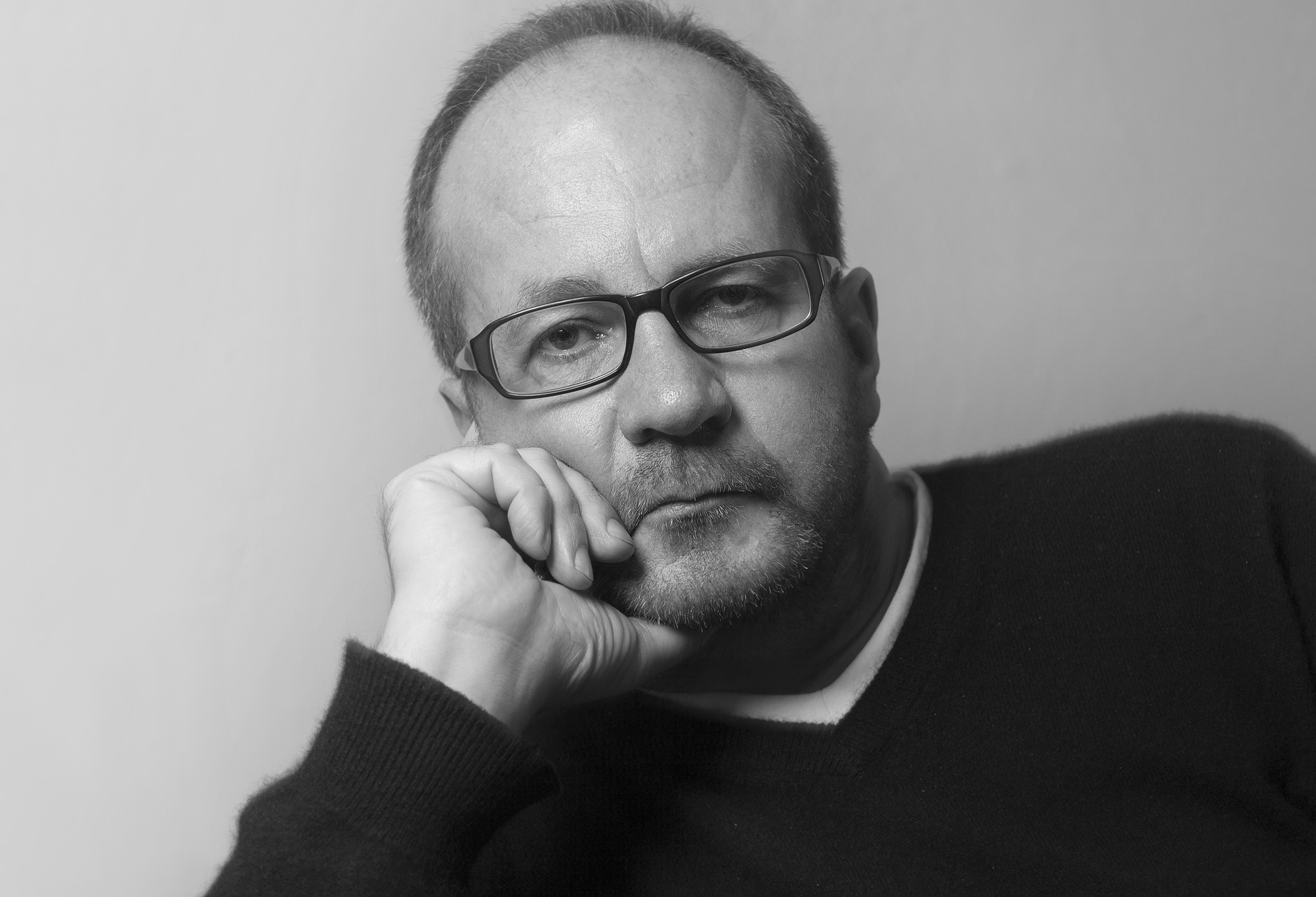
Gerold Miller fotografiert von Oliver Mark, Berlin 2011

Gerold Miller (* 1961 in Altshausen) ist ein deutscher Objekt- und Installationskünstler.

## Leben
Miller studierte von 1984 bis 1989 Bildhauerei an der Staatlichen Akademie der Bildenden Künste Stuttgart bei Jürgen Brodwolf. Von 1989 bis 1992 erhielt er ein Atelierstipendium des Landes Baden-Württemberg. 1990 folgten Stipendien der Kunststiftung Baden-Württemberg und des DAAD für Chicago. 1991 verbrachte er einen Arbeitsaufenthalt in Chicago und New York City. 1994 erhielt er ein Stipendium Cité Internationale des Arts Paris. Einen weiteren Arbeitsaufenthalt verbrachte er 1998 im Miedzynarodwe Sztuki in Poznań (Polen). 1999 war er Artist in residence, Artspace Sydney. 2001 erhielt er den Internationalen Bodensee-Kulturpreis und 2023 wurde er mit dem Preis der Helmut-Kraft-Stiftung ausgezeichnet.
Er ist seit 2002 mit der Kunsthistorikerin Friederike Nymphius verheiratet, mit der er zwei Kinder hat. Miller lebt und arbeitet in Berlin und Pistoia.

## Werk

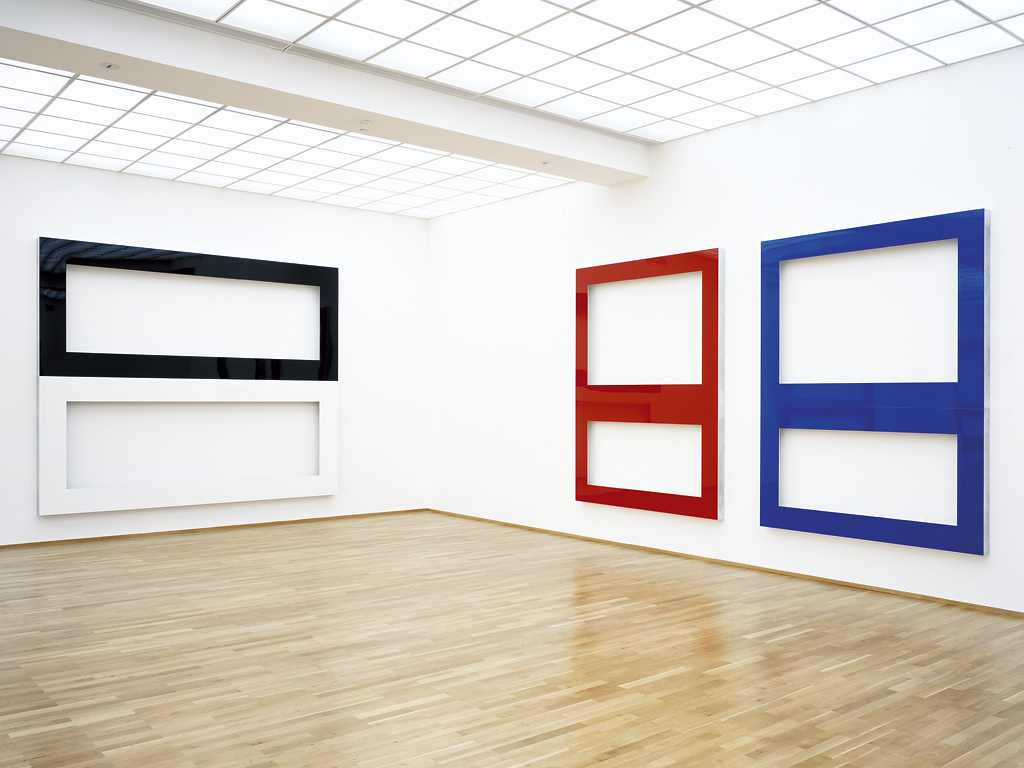
Einzelausstellung „get ready“ in der Nationalgalerie im Hamburger Bahnhof, Berlin 2002.

Miller arbeitet im Grenzbereich von Skulptur, Malerei und Architektur. Sein eigentliches Thema ist das Bild selbst. Mit der frühen Werkgruppe der „Anlagen“ knüpft er an die Systematik der Konkreten Kunst und des Minimalismus an. Seine Anlagen sind industriell gefertigte, rahmen- oder rasterartige Wandstücke. Diesen formalen Aspekt ergänzt Miller in der Reihe der „ready-mixes“ um Ideen der Konzeptkunst und der „Ready Mades“. Einen Überblick über die großformatigen „hard:edged“-Arbeiten lieferte die Ausstellung „get ready“ im Hamburger Bahnhof, Museum für Gegenwart in Berlin 2002. Sie verschmelzen die klar abgegrenzte Flächigkeit des klassischen Hard Edge mit der Farbigkeit der amerikanischen Pop Art.
In seinen Papierarbeiten kehrt Gerold Miller zur planen Anlage und den Formaten des traditionellen Bildes zurück. Die Reihe der „expansions“ sind Überlagerungen von geschnittenen oder gerissenen Buntpapieren vor einem verspiegelten Grund.
Zahlenmäßig dominant ist die Gruppe der „total objects“, die als hybride Konstellationen zwischen Kunst und Design stehen. In den jüngsten Arbeiten erweitert Miller seinen künstlerischen Ansatz entscheidend. Der Träger Aluminium ist nun einerseits verkupfert, dann aber wieder den komplexen Prozessen von Oxidation und vielfacher Lackierungen unterworfen.

## Ausstellungen
- 2023 Gerold Miller, Australian Fine Arts, Brisbane
- 2023 Gerold Miller, KAPPA NÖUN, Bologna
- 2022 Gerold Miller, WENTRUP Gallery, Berlin
- 2022 Verstärker, Mies van der Rohe Haus, Berlin
- 2021 [Project Gerold Miller], Museum für konkrete Kunst, Ingolstadt
- 2021 CAJAS, Galería Casado Santapau, Madrid
- 2021 Gerold Miller, ASHES/ASHES, New York City
- 2020 Mixed Zone - Dialoge zwischen Kunst und Design (Gruppenausstellung), Neues Museum, Nürnberg
- 2020 Gerold Miller, Van Horn, Düsseldorf
- 2019 The Sydney and Walda Besthoff Sculpture Harden at NOMA (Gruppenausstellung), New Orleans Museum of Art
- 2019 The Monoform Show, Cassina Projects, Milan
- 2018 Gerold Miller, Walter Storms Galerie, Munich
- 2018 Skulptur I (Gruppenausstellung), Kunstmuseum Singen
- 2017 Gerold Miller, Cassina Projects, New York City
- 2017 La Collezzione (Gruppenausstellung), Museo d'Àrte della Svizzera Italiana, Lugana
- 2016 Gerold Miller, Kunsthalle Weishaupt, Ulm
- 2014 Gerold Miller: Mies van der Rohe, Mies van der Rohe Haus, Berlin[2].
- 2009 PS, Amsterdam.
- 2008 Galerie Nikolaus Ruzicska, Salzburg; Concept Space, Shibukawa, Japan; The House of Art, Ceske Budejovice; Galerie Lange + Pult, Zürich; Galerie Krobath Wimmer, Wien; Galerie de Multiples, Paris; Gerold Miller. what do you represent, Rocket Gallery, London.
- 2007 Austral Avenue Gallery, Melbourne
- 2006 CAN, Centre d´Art Neuchatel; Galerie Une, Auvernier-Neuchâtel
- 2004 riverside wall, Galerie Mehdi Chouakri, Berlin (auch 2006, 2008); for your eyes only, Rocket Gallery, London; total objects, Galerie Martina Detterer, Frankfurt am Main
- 2003 Kunsthalle Luckenwalde (mit Gerwald Rockenschaub); Ausstellungsraum Ursula Werz, Tübingen (auch 2007)
- 2002 get ready, Nationalgalerie im Hamburger Bahnhof, Berlin; Aschenbach & Hofland Galleries (mit Jan van der Ploeg), Amsterdam

## Öffentliche Sammlungen (Auswahl)
- Nationalgalerie, Berlin
- Louisiana Museum of Modern Art, Humlebaek
- Lenbachhaus, München
- Kunstmuseum Stuttgart, Stuttgart
- MAMbo - Museo d'Arte Moderna di Bologna, Bologna
- MO Museum Ostwall im Dortmunder U, Dortmund
- Neues Museum, Staatliches Museum für Kunst und Design Nürnberg, Nürnberg
- NOMA New Orleans Museum of Art, New Orleans
- Kunsthalle Weishaupt, Ulm
- Berlinische Galerie, Berlin
- Hamburger Kunsthalle, Hamburg
- Kunstsammlung des Deutschen Bundestages, Berlin
- Rozenblum Foundation, Buenos Aires

## Belege
1. ↑  Gerold Miller bei der Galerie Kenworthy-Ball, Lange + Pult, Zürich (englisch) (Memento des Originals vom 17. Januar 2016 im Internet Archive)  Info: Der Archivlink wurde automatisch eingesetzt und noch nicht geprüft. Bitte prüfe Original- und Archivlink gemäß Anleitung und entferne dann diesen Hinweis. (PDF-Datei; 107 kB)
2. ↑  Simone Reber, Christiane Meixner: Ausstellungen von Künstler Gerold Miller: Minimalissimus. Artikel vom 14. Juni 2014 aus dem Tagesspiegel, abgerufen am 17. Juli 2014.

| Personendaten    | Personendaten                   |
| ---------------- | ------------------------------- |
| NAME             | Miller, Gerold                  |
| KURZBESCHREIBUNG | deutscher Installationskünstler |
| GEBURTSDATUM     | 1961                            |
| GEBURTSORT       | Altshausen                      |